# Jerzy Pisuliński
Jerzy Pisuliński (ur. 1965) – polski prawnik, profesor nauk prawnych, profesor zwyczajny Uniwersytetu Jagiellońskiego, w latach 2016–2024 dziekan Wydziału Prawa i Administracji Uniwersytetu Jagiellońskiego.

## Życiorys
W 1987 został zatrudniony w Katedrze Prawa Cywilnego WPiA UJ. Stopień doktora nauk prawnych otrzymał w 1994 na podstawie rozprawy pt. Przekaz i jego funkcjonowanie w obrocie prawnym, zaś habilitował się w 2002 na podstawie dorobku naukowego oraz monografii Hipoteka kaucyjna. W 2012 otrzymał tytuł profesora nauk prawnych. 
W 2008 został prodziekanem Wydziału Prawa i Administracji UJ ds. współpracy zagranicznej. Od 2012 jest kierownikiem Katedry Prawa Cywilnego na tym Wydziale.
16 maja 2016 został wybrany na stanowisko dziekana Wydziału Prawa i Administracji UJ na kadencję 2016–2020, a następnie na kadencję 2020-2024.
Członek Komisji Prawniczej Polskiej Akademii Umiejętności.
W 2017 został członkiem Społecznej Komisji Kodyfikacyjnej, a w marcu 2023 r. członkiem Doradczego Komitetu Naukowego Rzecznika Finansowego.
Został wybrany na członka Komitetu Nauk Prawnych Polskiej Akademii Nauk kadencji 2020–2023.

## Zainteresowania naukowe
- prawo zobowiązań, prawo rzeczowe
- prawo konsumenckie
- prawo bankowe prywatne
- międzynarodowe postępowanie cywilne
- europejskie prawo prywatne